# Diecezja Urgell
Diecezja Urgell (łac. Dioecesis Urgellensis) – diecezja Kościoła rzymskokatolickiego w Hiszpanii. Należy do metropolii Tarragony. Została erygowana w IV wieku. Biskupi tej diecezji są również współksiążętami episkopalnymi Andory.